# Carsten Greiner
Carsten Hubertus Greiner (* 12. August 1964) ist ein deutscher theoretischer Kernphysiker.

## Leben
Carsten Greiner ist der Sohn von Walter Greiner und der Bruder von Martin Greiner. Er studierte an der Johann Wolfgang Goethe-Universität Frankfurt am Main mit dem Diplom 1988 (Produktion von seltsamen Quarktropfen in relativistischen Schwerionenstößen). 1992 wurde er an der Universität Erlangen promoviert (Gedächtniseffekte im Stoßterm in einer relativistischen Transporttheorie). 1993 bis 1995 war er Assistant Professor an der Duke University, habilitierte sich 1999 an der Universität Gießen bei Ulrich Mosel (Interpretation thermischer Feldtheorie mit Hilfe von Langevin-Prozessen). Seit 2003 ist er Professor an der Universität Frankfurt am Main. Ab 2008 war er wissenschaftlicher Direktor des Helmholtz Zentrums (HIC for FAIR, Helmholtz International Center für FAIR) für die geplanten FAIR Beschleunigeranlage in Darmstadt, wozu er ein LOEWE Verbundprojekt des Landes Hessen der Universitäten Darmstadt, Gießen, Frankfurt initiierte. Seit 2011 hat er die Stefan Lyson Laureatus-Professur des Frankfurter Fördervereins für Physikalische Grundlagenforschung. 2011 wurde er zum ordentlichen Mitglied der Academia Europaea gewählt.
Er befasst sich mit der Theorie von Quark-Gluon-Plasma in relativistischen Schwerionenstössen und der Suche nach Anzeichen seltsamer Materie, deren vermehrtes Auftreten ein Kennzeichen für die Bildung eines Quark-Gluon Plasmas sein könnte. In diesem Zusammenhang befasst er sich auch allgemein mit Quantenchromodynamik im Nicht-Gleichgewicht (Transporttheorie, Thermodynamik, Phasenübergänge) sowie mit Anwendungen der Zustandsgleichung von heißer und dichter Kernmaterie in der Astrophysik (Neutronensterne).

## Schriften
- Auf der Suche nach dem Quark-Gluon-Plasma. Der kleine Urknall im Labor. Colloquia Academia – Akademievorträge junger Wissenschaftler 2001, Akademie der Wissenschaften und der Literatur Mainz. Franz Steiner, Stuttgart 2002
- mit Jürgen Schaffner: Physics of Strange Matter for Relativistic Heavy Ion Collisions. In: R. Hwa (Hrsg.) Quark-Gluon-Plasma II. World Scientific 1995
- mit H. J. Crawford Die Suche nach seltsamer Materie. In: Walter Greiner, G. Wolschin (Hrsg.) Elementare Materie, Vakuum und Felder, 2. Auflage, Spektrum Akademischer Verlag 1994 (auch Spektrum der Wissenschaft, März 1994)
- mit Jürgen Schaffner Physics of Strange Matter. In: R. K. Gupta, Walter Greiner (Hrsg.) Heavy Elements and Related New Phenomena, World Scientific 1999, arxiv:nucl-th/9801062
- mit M. Hempel, I. Sagert, Jürgen Schaffner-Bielich Compact Stars for Undergraduates. In: European Journal of Physics, arxiv:astro-ph/0506417